# Laascaanood
Laascaanood (în somaleză Laascaanood, în arabă لاس عانود), sau  Las Anod, este un oraș situat în SSC-Khatumo, Somalia.